# Phenoxyethanol
Phenoxyethanol là một chất lỏng không màu với mùi dễ chịu. Nó là một glycol ether được sử dụng như một chất cố định nước hoa, thuốc chống côn trùng, sát trùng, dung môi, chất bảo quản, và cũng như một chất gây mê trong nuôi cá. Phenoxyethanol là một loại rượu ether có đặc tính thơm. Nó là tự nhiên được tìm thấy và sản xuất tổng hợp. Thể hiện khả năng kháng khuẩn, phenoxyethanol hoạt động như một chất bảo quản hiệu quả trong dược phẩm, mỹ phẩm và chất bôi trơn [L2619]. Phenoxyethanol (EU), hoặc PE, là chất bảo quản được sử dụng phổ biến nhất trên toàn cầu trong các công thức chăm sóc cá nhân. Nó rất dễ sử dụng trong các loại công thức khác nhau và ổn định về mặt hóa học. Phenoxyethanol là một chất lỏng không màu, trong suốt, có mùi thơm nhẹ ở nhiệt độ phòng và độ hòa tan trong nước thấp và tốc độ bay hơi. Nó được sản xuất bằng cách phản ứng phenol (EU) và ethylene oxide (EU) ở nhiệt độ và áp suất cao. Chất này xuất hiện tự nhiên trong trà xanh (EU) [L2621]. Theo Quy định của Mỹ phẩm Liên minh Châu Âu (EC) n.1223 / 2009, phenoxyethanol được ủy quyền là chất bảo quản trong các công thức mỹ phẩm với nồng độ tối đa là 1,0% [L2625]. Phenoxyethanol đã được Bộ Y tế Canada phân loại là chất chống vi trùng và chất bảo quản [L2623]. Nó cũng đã được sử dụng trong vắc-xin và cho thấy làm bất hoạt vi khuẩn và một số loại nấm men [A32838]. Công thức: C8H10O2. Điểm nóng chảy: -2 °C (28 °F; 271 K). Độ hòa tan trong nước: 26 g/kg. Độ hòa tan: Clorofom, Kiềm, Diethyl ether: Độ hòa tan. Áp suất hơi: 0.001 kPa. Điểm lóe sáng: 121 °C (250 °F; 394 K).